# Stazione di Civitavecchia Marittima
La stazione di Civitavecchia Marittima è una stazione ferroviaria posta lungo la linea Civitavecchia-Civitavecchia Marittima e situata nel porto di Civitavecchia, nei pressi del Terminal Autostrade del Mare.
Era gestita da Seatrain.

## Storia
La stazione venne inaugurata nel 2005, utilizzata solo per il Roma Express posta di fronte agli imbarchi delle navi da crociera. Venne costruita sopra il vecchio scalo ferroviario.

## Strutture e impianti
Il piccolo scalo era composto da una banchina e da due binari.

## Movimento
La stazione era utilizzata in esclusiva dal servizio ferroviario Roma Express, collegamento no-stop di circa quaranta minuti tra Roma San Pietro e Civitavecchia Marittima, anche se saltuariamente era prevista la fermata anche alla stazione di Civitavecchia; tale collegamento era riservato ai crocieristi in visita guidata. Dal 2017, a causa di problemi legati alla sicurezza ferroviaria, la bretella non è più utilizzata.